# チェバルクリ湖
チェバルクリ湖（チェバルクリこ、ロシア語: озеро Чебаркуль）は、ロシアのチェリャビンスク州にある湖。位置は北緯54度57分36秒 東経60度19分48秒 / 北緯54.96000度 東経60.33000度。表面積は19.8 平方キロメートル。11月から4月までは氷に閉ざされる。チェバルクリの街が岸辺に位置する。

## 隕石落下
2013年2月15日、チェリャビンスク州に推定約1万トンの隕石が落下した。隕石の大部分は蒸発したが、一部はチェバルクリ湖に落下したとみられ、湖に張った氷に隕石落下によるとみられる直径約6メートルの穴が見つかったほか、周辺の氷上に散らばっていた岩片が隕石の破片であることが確認された。10月には湖底から重量600kg近い隕石が引き揚げられた。隕石の名前は当初この湖にちなんでチェバルクリ隕石と呼ばれていたが、より広範囲で破片が発見されたことからチェリャビンスク隕石と命名された。